# Peperomia mitchelioides
Peperomia mitchelioides är en pepparväxtart som beskrevs av Luis Aloysius, Luigi Sodiro. Peperomia mitchelioides ingår i släktet peperomior, och familjen pepparväxter. Inga underarter finns listade i Catalogue of Life.